# Prisoners of War (2011)
Prisoners of War (koreanisch 마이 웨이, My Way) ist ein Kriegsfilm des südkoreanischen Regisseurs Kang Je-gyu aus dem Jahr 2011. Die Hauptrollen wurden international besetzt durch Jang Dong-gun, Joe Odagiri und Fan Bingbing. Der Film wurde inspiriert durch das Leben von Yang Kyoungjong, der im Zweiten Weltkrieg für die Kaiserlich Japanische Armee, die Rote Armee und die deutsche Wehrmacht kämpfte und bei der Landung in der Normandie durch die Alliierten gefangen genommen wurde.
In Südkorea kam der Film am 21. Dezember 2011 in die Kinos und erreichte über 2,1 Millionen Zuschauer. In Deutschland erschien der Film am 25. Mai 2012 auf DVD und Blu-ray.

## Handlung
Im Jahr 1928 in Keijō, der Hauptstadt des japanisch besetzten Koreas, arbeiten der junge Kim Jun-shik, sein Vater und seine Schwester Eun-soo auf dem Anwesen der Hasegawa-Familie. Der Enkel der Familie, Tatsuo, wird nun auch von Tokio nach Keijō geschickt. Jun-shik und Tatsuo sind beide begnadete Läufer und es bildet sich eine Rivalität zwischen den beiden heraus. 1936 gewinnt Sohn Kee-chung als erster koreanischstämmiger Marathonläufer die Goldmedaille bei den Olympischen Spielen. Danach kommt es zu Ausschreitungen in Korea durch koreanischen Nationalismus und dem Willen zur Unabhängigkeit. Auf Tatsuos Großvater wird ein Attentat verübt. Tatsuo beginnt darauf hin, das koreanische Volk zu hassen. Die Familie Kim muss das Anwesen verlassen. Jun-shik läuft nicht mehr bei Rennen mit, sondern arbeitet als Rikscha-Fahrer.
Die japanische Führung beschließt, koreanischstämmige Sportler von den nationalen Vorentscheiden zu kommenden Olympischen Spielen auszuschließen. Doch Sohn Kee-chung protestiert und behauptet, Japans bester Läufer, Tatsuo Hasegawa, könne Kim Jun-shik nicht schlagen. Den Marathon zum Vorentscheid gewinnt Jun-shik, doch die Japaner wollen das nicht akzeptieren und disqualifizieren ihn. Da viele jedoch das Rennen beobachteten, kommt es zu Ausschreitungen. Alle beteiligten Koreaner, einschließlich Jun-shik, wurden gezwungen, für die Kaiserlich Japanische Armee zu kämpfen.
Im Japanisch-Sowjetischen Grenzkonflikt 1939 wird die Truppe von Jun-shik von der chinesischen Scharfschützin Shirai angegriffen. Diese kann viele Japaner töten, wird aber letztlich von Jun-shik gefangen genommen. Sie wollte den Tod ihrer Eltern durch die Japaner rächen. Sie wird von den Japanern gefoltert, doch Jun-shik hat Mitleid mit ihr. Kurz darauf taucht Tatsuo auf als neuer Kommandeur der Truppe. Er befiehlt eine Suizidoperation der koreanischstämmigen Soldaten, doch Jun-shik wehrt sich. Daraufhin soll er am nächsten Tag gefoltert werden. Ihm gelingt es allerdings durch die Hilfe anderer Koreaner zu fliehen, gemeinsam mit Shirai. Doch auf der Flucht sehen sie sowjetische Panzer. Während der Rest weiter flüchtet, kehrt Jun-shik zurück, um die anderen zu warnen. Dabei wird er von einem Flugzeug angegriffen. Shirai, die Jun-shik nachgelaufen ist, kann dieses abschießen, wird jedoch selbst von Kugeln aus dem Flugzeug getroffen und verstirbt.
Tatsuo hört auf dem Schlachtfeld nicht auf Jun-shik und will die Suizidmission fortführen. Zahlreiche Soldaten werden durch die Sowjets gefangen genommen und in ein Kriegsgefangenenlager in Perm gebracht. Nachdem die Sowjetunion von der deutschen Wehrmacht angegriffen wird, werden die Kriegsgefangenen, einschließlich Tatsuo und Jun-shik, gezwungen, für die Rote Armee zu kämpfen. Beide gehören zu den wenigen Überlebenden und planen nun, nach Deutschland zu gehen. Doch auf dem Weg werden sie von den Deutschen gefangen genommen und müssen dort als Soldaten kämpfen. Für die Wehrmacht sollen sie in der Normandie kämpfen. Tatsuo plant gemeinsam mit Jun-shik nach Cherbourg zu fliehen, von wo sie ein Schiff nach Japan bringen könnte. Doch sie werden plötzlich durch die Alliierten angegriffen. Bei der Schlacht wird Jun-shik tödlich verwundet. In seinen letzten Atemzügen gibt er Tatsuo seine Erkennungsmarke, da ein Koreaner bei den Alliierten ggf. bessere Chancen habe.
Zum Schluss sieht man Tatsuo mit dem Namen Kim Jun-shik bei den Olympischen Spielen 1948 teilnehmen. Er erinnert sich, wie er Jun-shik als Kind kennenlernte und heimlich glücklich war, einen Laufpartner gefunden zu haben.

## Rezeption
Mit einem Budget von etwa 28 Milliarden Won war Prisoners of War einer der teuersten südkoreanischen Filme, blieb an den Kinokassen jedoch hinter den Erwartungen zurück.
Der Film erhielt überwiegend mäßige bis negative Kritiken. Für Jordan Mintzer von Hollywood Reporter setze der Film zu sehr auf Effekte, Explosionen und Gewalt. Zudem seien die Dialoge schlecht geschrieben. V.A. Musetto von der New York Post schließt sich diesem Urteil an und rät, nicht zu viel in Sachen Handlung zu erwarten. Die Cinema bewertete Prisoners of War mittelmäßig und lobte zwar die „gewaltige[n] Schlachten [und] gewaltige[n] Gefühle“, allerdings triefe der Film vor Pathos. Nicolas Rapold von der New York Times sieht die Schlachten ebenso positiv und empfiehlt den Film. Der Film fokussiere sich hauptsächlich auf die Beziehung der beiden Rivalen und Freunde. Jay Weissberg vertritt die Auffassung, die faszinierende Geschichte sei als Ausrede benutzt worden, um viel Geld für einen Film auszugeben. Jangs schauspielerische Leistung sei nicht gut, so dass sich der Zuschauer nicht emotional mit ihm verknüpfen könne.